# Shin'ya Tsukamoto
Pour les articles homonymes, voir Tsukamoto.
Shin'ya Tsukamoto (塚本 晋也, Tsukamoto Shin'ya), né le 1er janvier 1960 à Tokyo, est un réalisateur japonais, considéré comme le chef de file de la mouvance cyberpunk au Japon à la manière de la vague cyberpunk américaine (William Gibson, Cronenberg).

## Biographie
Shin'ya Tsukamoto commence sa carrière de réalisateur à l'âge de quatorze ans, avec une caméra Super 8 que son père lui offre. En 1989, son premier long-métrage Tetsuo (鉄男, Tetsuo) fait l’effet d’une bombe : le film lance le cyberpunk au Japon. Culte pour son style, le réalisateur l’est aussi pour son indépendance – il écrit, tourne et monte lui-même ses films, allant jusqu’à y faire l’acteur.
Il a joué dans plusieurs de ses films, notamment Tetsuo, Tetsuo II: Body Hammer, Tokyo Fist, Bullet Ballet ou encore Haze, ainsi que dans des films de Takashi Miike, comme Dead or Alive 2 ou Ichi the Killer.
En 2018, Killing, son premier film de sabre, est sélectionné à la Mostra de Venise.

## Filmographie

### Réalisateur

#### Courts-métrages
- 1986 : The Phantom of Regular Size (普通サイズの怪人, Futsū saizu no kaijin?)
- 1987 : Les Aventures de Denchu Kozo (電柱小僧の冒険, Denchū kozō no bōken?)
- 2005 : Haze
- 2005 : Female (フィーメイル, Fiimeiru?) (segment Tamamushi)

#### Longs métrages
- 1989 : Tetsuo (鉄男, Tetsuo?)
- 1991 : Hiruko the Goblin (ヒルコ 妖怪ハンター, Hiruko yōkai hantā?)
- 1992 : Tetsuo II: Body Hammer (鉄男 II　Body Hammer?)
- 1995 : Tokyo Fist (東京フィスト?)
- 1998 : Bullet Ballet (バレット・バレエ?)
- 1999 : Gemini (双生児, Sōseiji?)
- 2002 : A Snake of June (六月の蛇, Rokugatsu no hebi?)
- 2004 : Vital (ヴィタール?)
- 2007 : Nightmare Detective (悪夢探偵, Akumu tantei?)
- 2008 : Nightmare Detective II (悪夢探偵 2, Akumu tantei II?)
- 2009 : Tetsuo: The Bullet Man (鉄男 : The Bullet Man?)
- 2011 : Kotoko
- 2014 : Fires on the Plain (野火, Nobi?)
- 2018 : Killing (斬、, Zan?)[2]
- 2023 : L'Ombre du feu (ほかげ, Hokage?)

### Acteur
- 1989 : Tetsuo (鉄男, Tetsuo?) : le fétichiste
- 1992 : Tetsuo II: Body Hammer (鉄男 II　Body Hammer?) : Yatsu
- 1995 : Tokyo Fist (東京フィスト?) : Tsuda Yoshiharu
- 1997 : Tōkyō Biyori (東京日和?) de Naoto Takenaka : Maeda
- 1998 : Wait and See (あ、春, Ā haru?) de Shinji Sōmai : docteur
- 1998 : Bullet Ballet (バレット・バレエ?) : Goda
- 2000 : Dead or Alive 2 de Takashi Miike : magicien Higashino
- 2001 : Chloé (クロエ, Kuroe?) de Gō Rijū (ja) : Eisuke
- 2001 : Ichi the Killer (殺し屋1, Koroshiya 1?) de Takashi Miike : Jijii
- 2001 : Oboreru sakana (溺れる魚?) de Yukihiko Tsutsumi
- 2002 : Travail (盲獣vs一寸法師, Torabaiyu?) de Kentarō Ōtani (ja)
- 2002 : Blind Beast vs. Dwarf (とらばいゆ, Mōjū tai Issunbōshi?) de Teruo Ishii
- 2002 : A Snake of June (六月の蛇, Rokugatsu no hebi?) : Iguchi
- 2004 : Marebito (稀人?) de Takashi Shimizu : Masuoka
- 2004 : Otakus in Love (恋の門, Koi no mon?) de Suzuki Matsuo : Noro
- 2005 : Haze (court-métrage)
- 2007 : Welcome to the Quiet Room (クワイエットルームにようこそ, Quiet room ni yōkoso?) de Suzuki Matsuo : ex-mari d'Asuka
- 2009 : Tetsuo: The Bullet Man (鉄男 : The Bullet Man?)
- 2014 : Fires on the Plain (野火, Nobi?)
- 2016 : Godzilla Resurgence (シン・ゴジラ, Shin Gojira?) de Hideaki Anno et Shinji Higuchi : un biologiste
- 2016 : Silence de Martin Scorsese : Mokichi
- 2023 : Shin Kamen Rider (en) (シン・仮面ライダー, Shin Kamen Raidā?) de Hideaki Anno : Dr. Hiroshi Midorikawa, père de Ruriko et d'Ichiro

## Distinctions

### Récompenses
- 2003 : prix Mainichi du meilleur acteur dans un second rôle pour Chloé, Ichi the Killer, Travail et Oboreru sakana[3]
- 2003 : prix du meilleur acteur dans un second rôle pour Chloé, Ichi the Killer et Travail au festival du film de Yokohama